# Guerra de religión

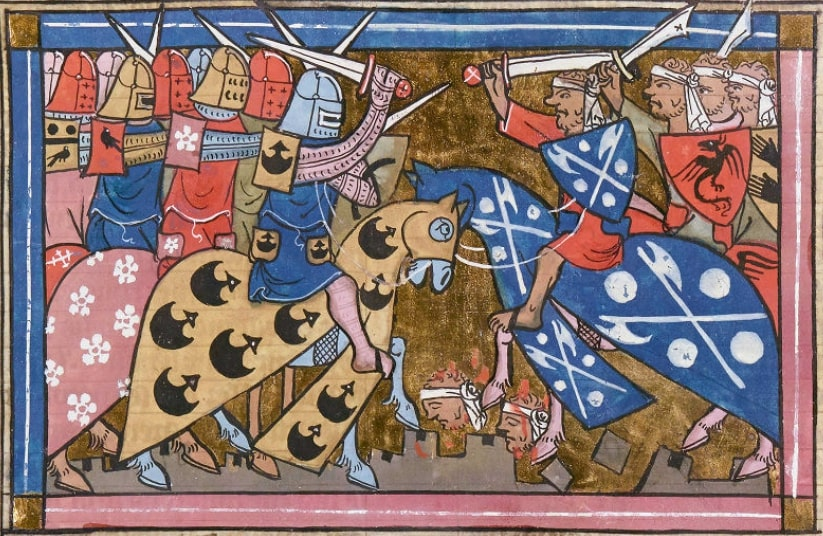
Combate entre cristianos y musulmanes durante la Segunda Cruzada.

Guerra de religión, guerra santa o guerra religiosa es aquel conflicto bélico cuya causa es religiosa.
A pesar de la validez universal del concepto, con el nombre de guerras de religión se conocen por la historiografía específicamente las que se dieron en Francia (1562-1598) entre católicos (liderados por los de Guisa) y hugonotes (calvinistas), de la que fue episodio destacado la Matanza de la noche de San Bartolomé.
Otras adjetivaciones de la guerra se encuentran en conceptos como el de guerra justa o el de guerra santa, con los que a veces se asocia, bien para oponerlos o bien para identificarlos o incluso confundirlos.

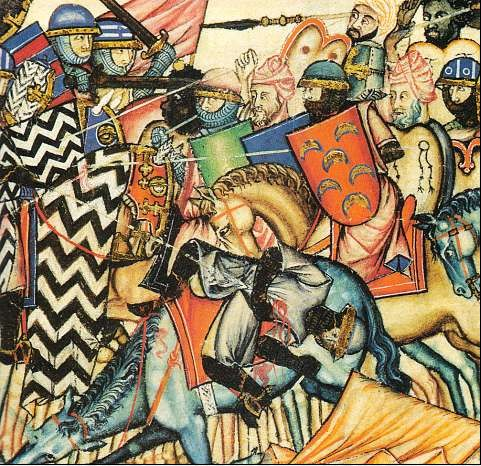
Representación de una batalla entre las tropas cristianas y las de Almanzor durante la Reconquista. Cantigas de Santa María.

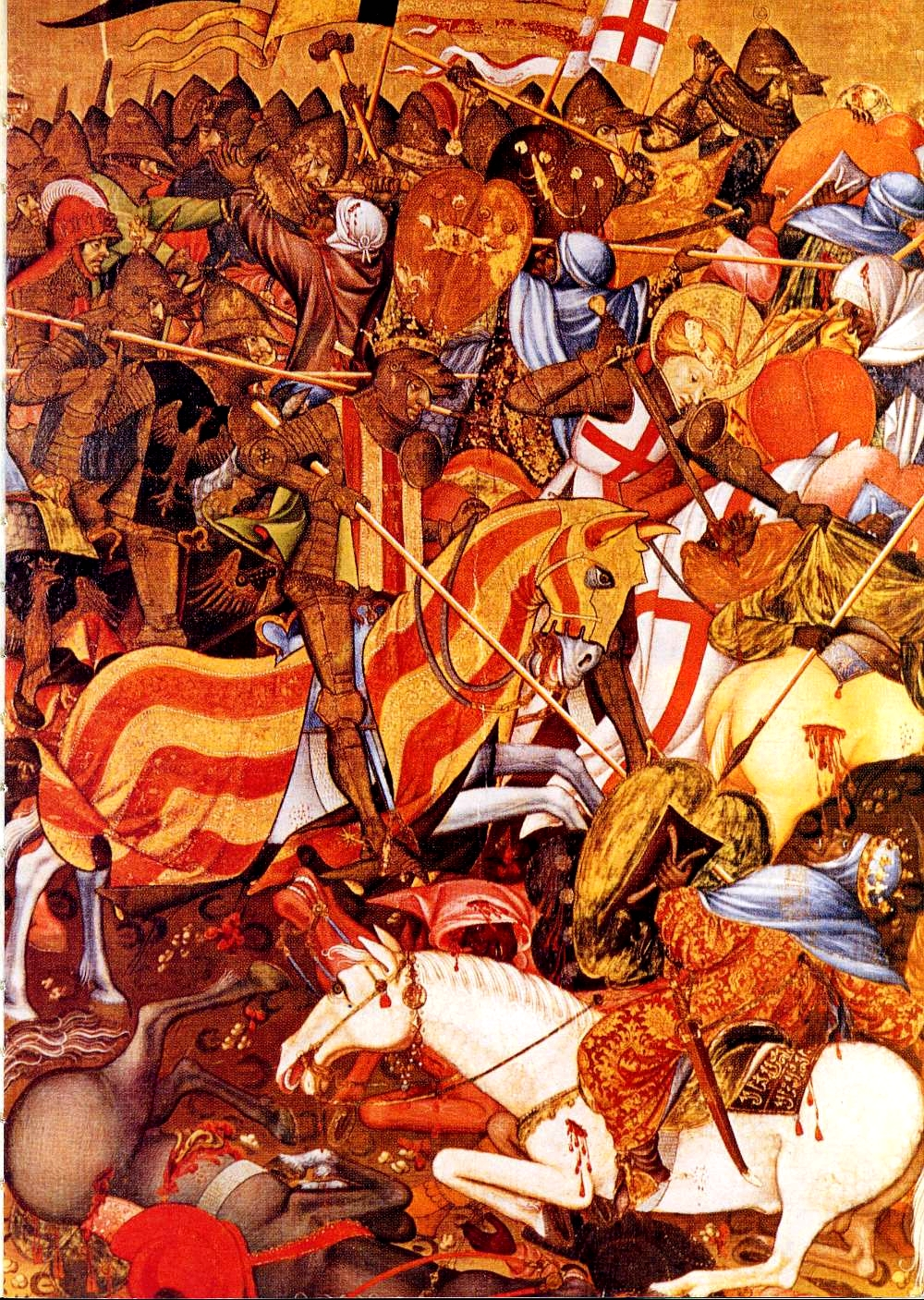
Representación de la Batalla del Puig, entre las tropas del rey de Aragón Jaime I y el gobernador almohade de Balansiya, Abū Zayd (1237).

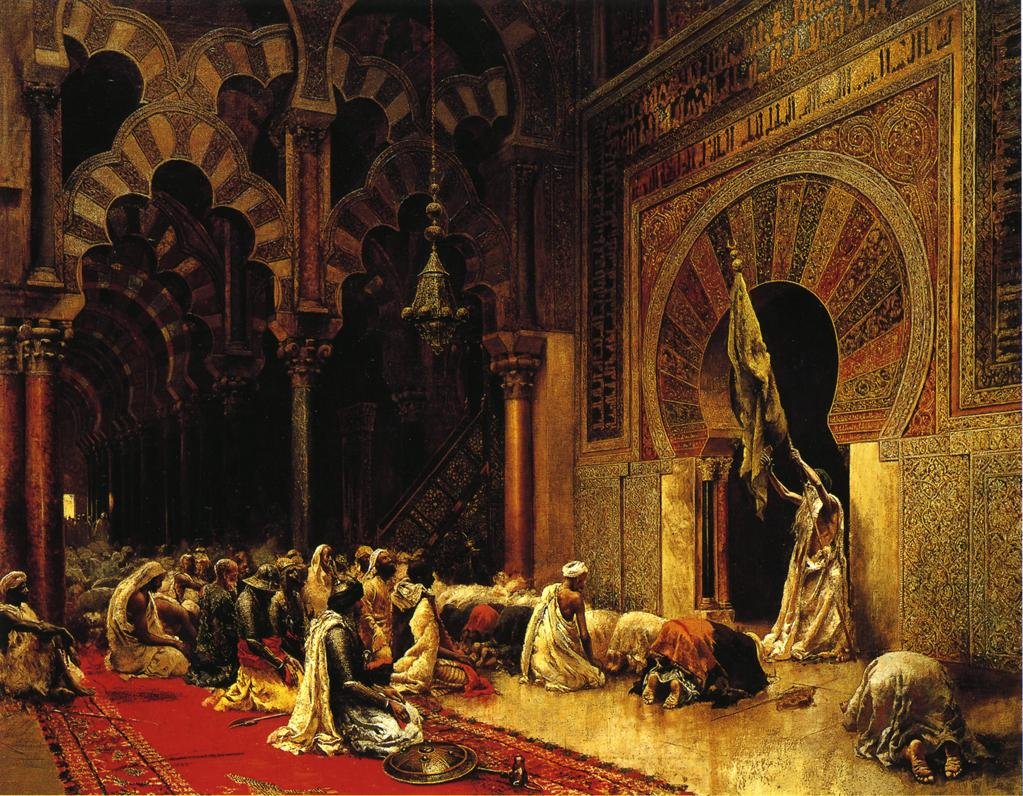
Llamada a la guerra contra los cristianos en la Mezquita de Córdoba, España.

## Edad Antigua
Los enfrentamientos entre distintos pueblos con distintas religiones han sido históricamente descritos en términos religiosos por sus propios protagonistas o por la historiografía contemporánea que querían dejar memoria histórica de los que murieron en ellas a fin de enaltecerlos, como héroes o semidioses, o directamente dioses. Así ocurrió con todas las guerras de la Antigüedad, empezando por los enfrentamientos entre las ciudades sumerias o los nomos egipcios (cada uno de ellos y ellas simbolizados por una deidad).

## Edad Moderna

### Reforma y Contrarreforma

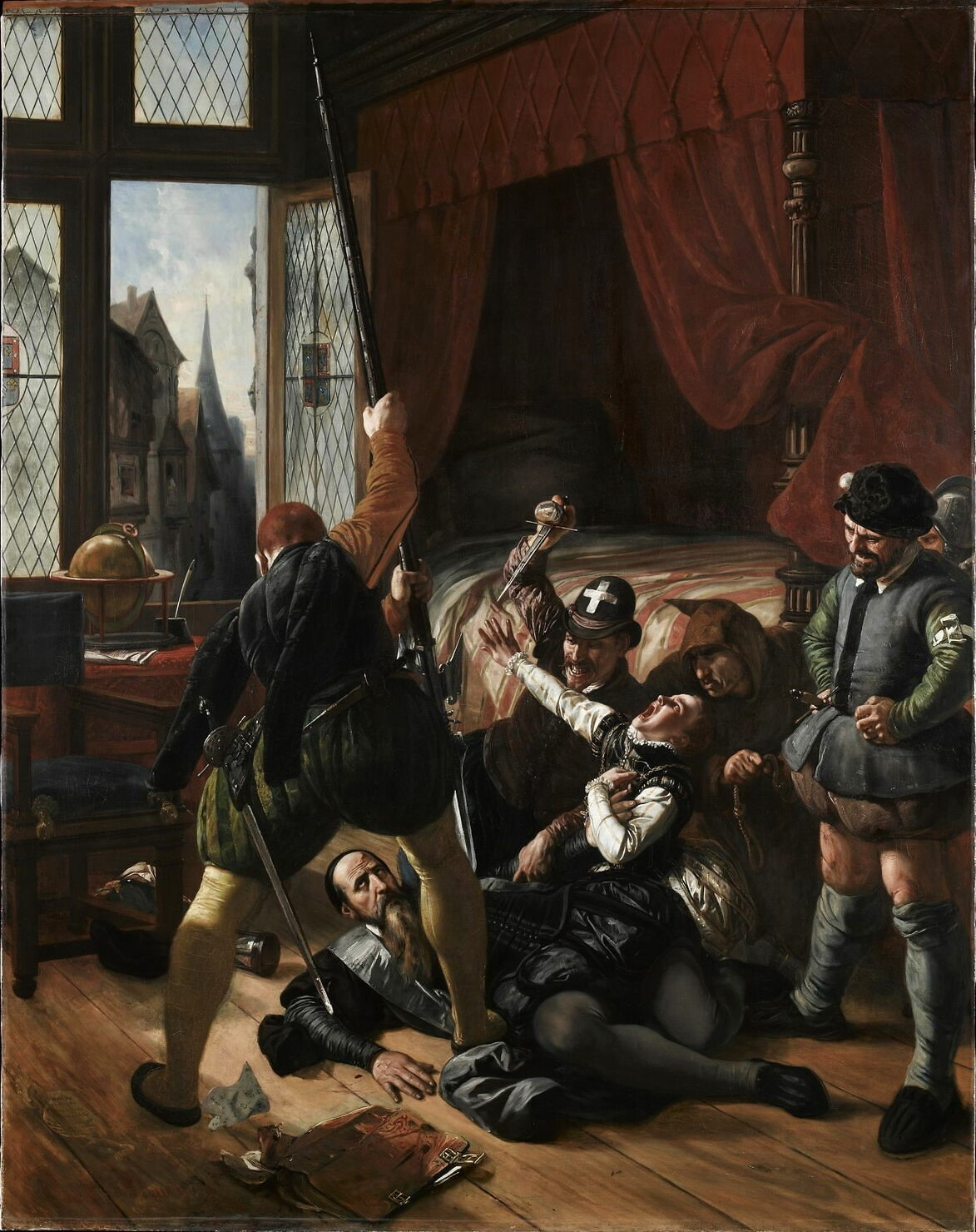
Escena de la Matanza de San Bartolomé (1572), en la que los cristianos católicos franceses asesinaron en masa a cristianos de doctrina protestante, denominados hugonotes.

Los primeros siglos de la Edad Moderna en Europa coinciden con la Reforma protestante y la Contrarreforma católica, que originaron un terrible periodo de guerras de religión.
En Alemania, el enfrentamiento entre príncipes católicos y protestantes terminó en un conflicto militar abierto: la guerra de Esmalcalda; mientras que previamente habían estallado movimientos sociales como la guerra de los campesinos alemanes o los anabaptistas, perseguidos sangrientamente por ambos bandos, con la bendición expresa tanto del Papa como de Lutero.
En Francia, la no menos violenta Matanza de San Bartolomé (1572) se encuadra en una prolongada serie de guerras de religión, que es el nombre con el que particularmente se las conoce, en las que distintos grupos sociales se encuadran en bandos nobiliarios con opuestas pretensiones políticas, dinásticas y alianzas exteriores.

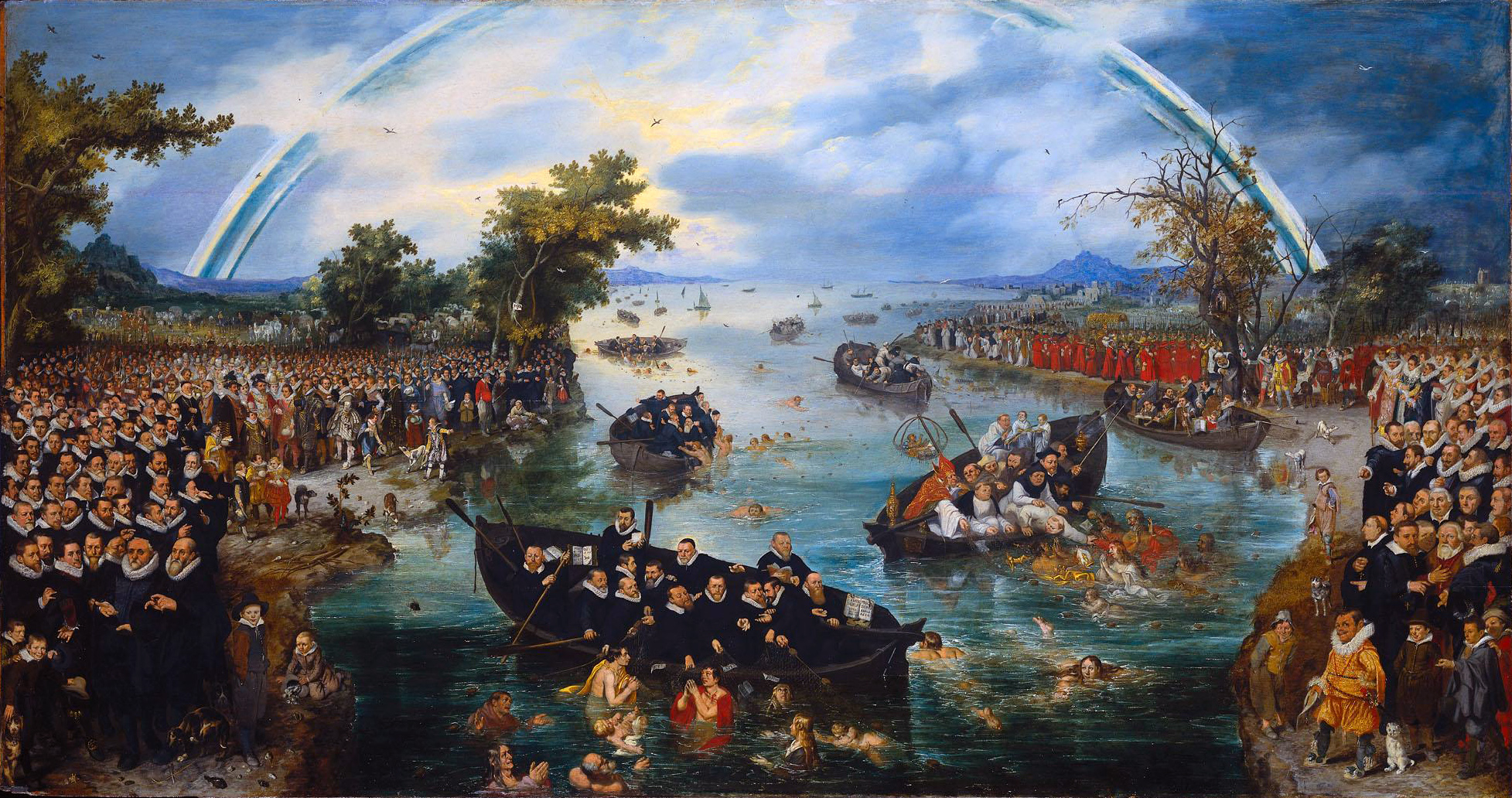
La Pesca de Almas (1614), de Adrián de Venne, una alegoría del conflicto entre religiones de los siglos XVI y XVII en los Países Bajos Españoles. A la izquierda, aparecen los protestantes, encabezados por los cabecillas holandeses Mauricio y Federico de Orange-Nassau y los reyes Federico V del Palatinado, Jacobo de Inglaterra, la reina regente María de Médici y el joven Luis XIII de Francia. El grupo de la derecha, son los católicos, liderados por Alberto de Austria y su esposa, la infanta española Isabel de Austria, el Papa Paulo V y su séquito de cardenales. Entre ambos grupos, se extiende un río donde los sacerdotes y misioneros de cada lado tratan de pescar a las personas que flotan a la deriva llevándolas a su respectiva orilla.

La Guerra de los Ochenta Años supuso la separación de los Países Bajos en un norte protestante y un sur que continuó fiel a la Monarquía Católica; su última fase (tras una Tregua de los doce años) se incluyó en un conflicto europeo generalizado: la Guerra de los Treinta Años (1618-1648), iniciada como una renovación de los enfrentamientos católico-protestantes del Sacro Imperio Romano Germánico y que se complicó con la intervención de España, Francia y las monarquías escandinavas.
Las simultáneas guerras de los tres reinos en las islas británicas también tuvieron un componente religioso esencial.

### Sunitas islámicos y chiitas islámicos
El Imperio Safávida  chiita y el Imperio Otomano sunita estuvieron constantemente enfrentados por guerras de religión.

## Fin del Antiguo Régimen y Edad Contemporánea

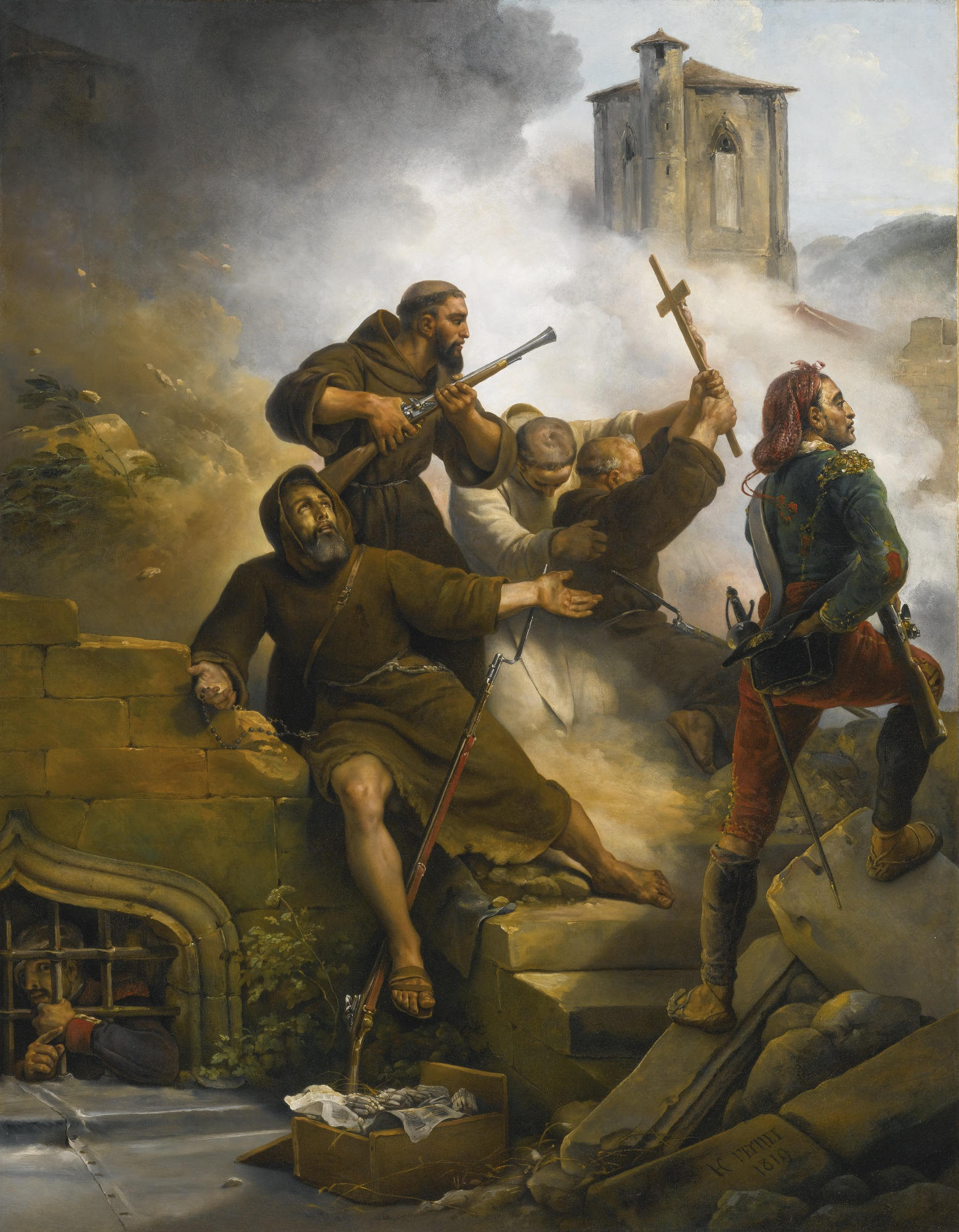
Monjes combatiendo durante el Sitio de Zaragoza (1808) en la Invasión Francesa de España. La oposición a los franceses fraguó un fuerte espíritu nacional en la población. Igualmente, desde el clero se animaba a la defensa de la nación frente a los intereses de Napoleón, a quien se consideraba como un anticristo.

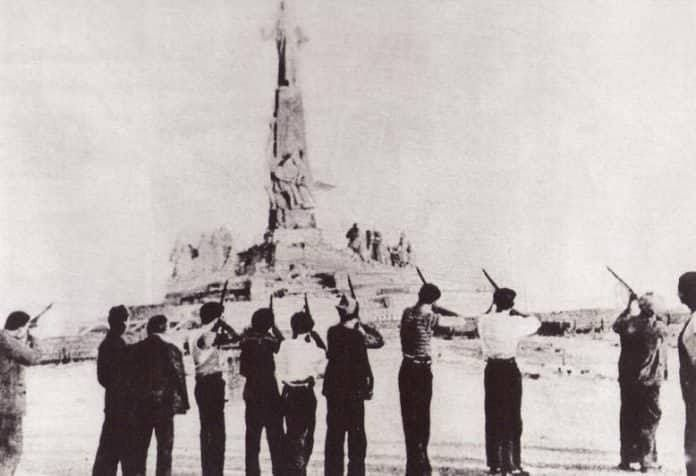
Milicianos republicanos fusilando la estatua del Sagrado Corazón, en el Cerro de los Ángeles (Madrid), el 28 de julio de 1936 (durante la Guerra civil española). Este monumento se encuentra en el centro geográfico de la Península Ibérica, por lo que esta ejecución simbólica pretendía representar el fin del catolicismo en España.

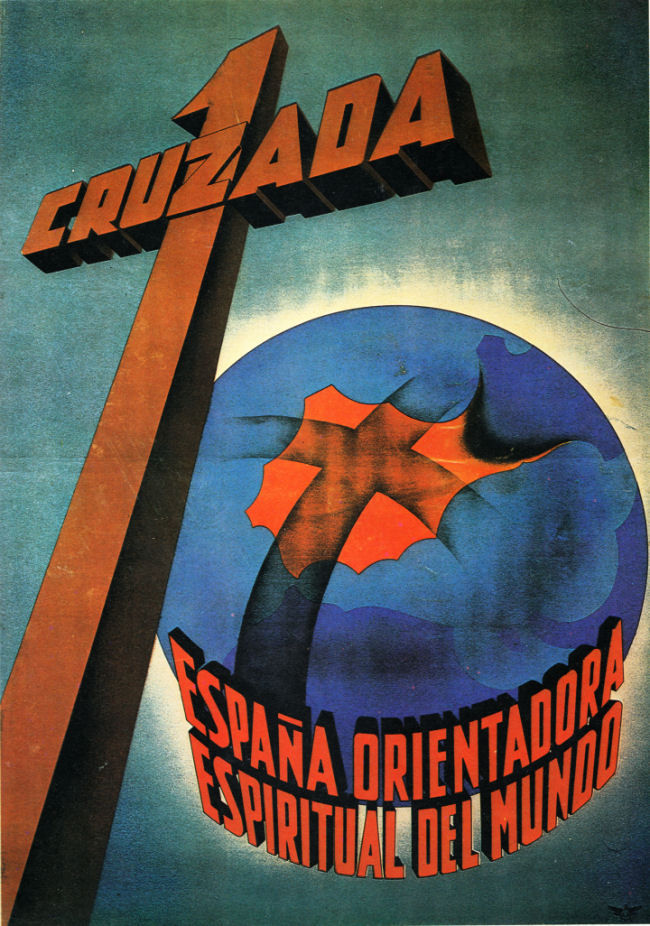
Propaganda del Bando Nacional de finales de la Guerra civil española, entendiendo el conflicto como una cruzada en defensa de la religión.

El final de las guerras de religión en Europa se considera que fue el Tratado de Westfalia (1648), en el que el agotamiento de todas las potencias pareció hacer prevalecer la diplomacia y el pragmatismo de las modernas relaciones internacionales, que nacen a partir de ese momento. No obstante, se pueden observar elementos de guerras de religión en muchos conflictos posteriores, como la Guerra de la Convención contra las monarquías absolutas europeas, que veían en la Francia revolucionaria no solo un enemigo político, sino una potencia atea. El anticlericalismo y el antiateísmo serían también, respectivamente, componentes destacados del movimiento obrero y de su represión, evidenciados de forma explícita en la Revolución mexicana, la Guerra civil rusa, la guerra civil española y la Guerra fría.

## Mundo actual
La caída del comunismo y el auge del fundamentalismo islámico, así como el fundamentalismo cristiano en sus vertientes protestante (sobre todo en los llamados neocons de Estados Unidos) y católico, han reactivado de hecho el enfrentamiento religioso, que ha sido interpretado por Samuel Huntington como choque de civilizaciones.